# Douglas Robb
 (avril 2019).
Si vous disposez d'ouvrages ou d'articles de référence ou si vous connaissez des sites web de qualité traitant du thème abordé ici, merci de compléter l'article en donnant les références utiles à sa vérifiabilité et en les liant à la section « Notes et références ».
Pour les articles homonymes, voir Robb.
Douglas Sean Robb est le chanteur de rock américain du groupe Hoobastank. Il est né le 2 janvier 1975.

Il est eurasien (japonais et écossais). Sa mère a aussi des origines vietnamiennes.
Son album préféré est Angel Dust (1992) du groupe Faith No More, qui a « changé sa manière de voir la musique ». Il a également déclaré que les créations de Mike Patton, des groupes Fantômas, Tomahawk ou encore Mr. Bungle lui ont « ouvert les yeux sur ce qu'était capable de faire la voix ».

## Carrière
En 1994, Douglas Robb et Dan Estrin s’affrontent sur scène lors des éliminatoires de « The Battle of The Bands », un célèbre tremplin musical californien destiné aux groupes amateurs. 
Puis, impressionnés l’un par l’autre, ils décident de quitter leurs groupes respectifs. Par la suite, le duo se voit rejoindre par Markku Lappalainen puis Chris Hesse pour former Hoobastank.
Douglas chante aussi dans une des deux versions officielles de la chanson Not strong enough d'Apocalyptica. Il n'est pas le seul à chanter cette chanson avec Apocalyptica : Brent Smith la chante lui aussi de façon différente.
Il reçoit une bonne notoriété en 2017, car il interprète la chanson d'introduction de Sonic Forces.